# جين هولاند
جين هولاند (بالإنجليزية: Jane Holland)‏‏ (نوفمبر 1966 في إيلفورد ‏ - ) روائية من المملكة المتحدة.